# Saison 2 de The Closer : L.A. enquêtes prioritaires
Chronologie
Saison 1 de The Closer : L.A. enquêtes prioritaires Saison 3 de The Closer : L.A. enquêtes prioritaires
Cet article présente les quinze épisode de la Deuxième saison de la série télévisée américaine The Closer : L.A. enquêtes prioritaires.

## Distribution

### Acteurs principaux
- Kyra Sedgwick (VF : Élisabeth Fargeot) : Chef-adjoint Brenda Leigh Johnson
- J. K. Simmons (VF : Bernard Tiphaine) : Chef Will Pope
- Corey Reynolds (VF : Laurent Mantel) : Sergent puis inspecteur David Gabriel
- G. W. Bailey (VF : Jean-Claude De Goros) : Lieutenant Louie Provenza
- Robert Gossett (VF : Benoît Allemane) : Commandant Russell Taylor
- Anthony John Denison (VF : Erik Colin) : Lieutenant Andy Flynn
- Jon Tenney (VF : Bernard Lanneau) : Agent spécial Fritz Howard
- Michael Paul Chan (VF : Olivier Destrez) : Lieutenant Michael Tao
- Raymond Cruz (VF : Jérôme Rebbot) : Inspecteur Julio Sanchez
- Phillip P. Keene (VF : Patrick Delage) : Buzz Watson
- Gina Ravera (VF : Chantal Baroin) : Inspecteur Irene Daniels

Adaptation française : Jean-Yves Jaudeau et Dominique Vendeville.

### Acteurs récurrents
- Frances Sternhagen (VF : Nicole Favart)  : Willie Rae Johnson
- James Avery (VF : Philippe Catoire) : Dr Crippen
- Bob Clendinin : Dr Terrence Hynes
- James Patrick Stuart (VF : Patrice Baudrier) : Procureur adjoint Martin Garnett
- Kathe E. Mazur : Procureur adjoint Andrea Hobbs

### Invités
- Voir sur les tableaux ou ci-dessous, les invités sont répertoriés par saison : Liste des épisodes de The Closer : L.A. enquêtes prioritaires

## Résumé de la saison
Le chef-adjoint Brenda Leigh Johnson grâce à la brigade qui a menacé de démissionner en masse si elle venait à être renvoyée à vue la plainte anonyme retirée. C'était le Capitaine Taylor l'origine de la plainte et Pope lui a donné le poste de Commandant pour la retirer. Ce dernier est en plein divorce et va avoir besoin de soutien. Toute la brigade est désormais soudée. Des amitiés se créent, Fritz emménage chez Brenda, il va devoir faire la connaissance de la mère de Brenda qui va lui rendre visite. La Saison 2 regorge d'épisodes créatifs qui risquent bien de nous surprendre...

## Liste des épisodes

### Épisode 1:Enquête sous pression
- États-Unis : 12 juin 2006 sur TNT
- France : 31 octobre 2006 sur France 3

- Paul Dillon : Capitaine Leahy
- Kevin Kilner : Detective Hubbard
- Braeden Lemasters : Charlie Hubbard
- James Black : Detective Lawrence Xavier
- Gigi Rice : Linda Salk
- Eli Goodman : Ari Cohen
- Charlene Amoia : Dealeuse
- Spike Silver : Un policier
- James Moses Black : Un policier

- L'inspecteur Irène Daniels connaissait la victime, elle est sortie quelques mois avec lui.
- On apprend que la brigade doit réduire les gourmandises sucrées car le Chef Johnson essaie d'arrêter ces dernières.
- Quelqu'un emménage chez Brenda...

### Épisode 2:Menace sur le jury
- États-Unis : 19 juin 2006 sur TNT
- France : 7 novembre 2006 sur France 3

- Holly Traister : Bella Rose
- Frances Sternhagen : Willie Ray Johnson
- Mark Harelik : Mr. Jamie Millbrook
- Joel McKinnon Miller : Huissier Hoss
- James Avery : Dr. Crippen
- K Callan : Julia Rose
- Joe Spano : Dr. David Rose
- Kim Myers : Dr. Allison Grant
- Homie Doroodian : Vahan Asourian
- Lorna Scott : Une jurée
- Nancy Renee : Une infirmière

- C'est la première apparition de Frances Sternhagen dans le rôle de Willie Ray Johnson, la mère de Brenda. Elle fera d'autres apparitions.
- Scène hilarante lorsque le chef-adjoint Johnson met un lieutenant à la porte de la maison familiale de la victime.

### Épisode 3:La guerre des gangs
- États-Unis : 26 juin 2006 sur TNT
- France : 7 novembre 2006 sur France 3

- Frances Sternhagen : Willie Ray Johnson
- John Lafayette : Ronald Talmadge
- Vanessa Bell Calloway : Lynn Talmadge
- Lovensky Jean-Baptiste : Marcus
- Kathleen Lancaster : Theresa Hoover
- Kendré Berry : Little Devil
- Aaron Frazier : Pookie
- James Thomas Lee Knight : Un gangster

### Épisode 4:Un arrière-goût
- États-Unis : 3 juillet 2006 sur TNT
- France : 14 novembre 2006 sur France 3

- James Avery : Dr. Crippen
- Julie Wagner : Karen Bivas
- Paolo Seganti : Paul Bivas
- Douglas Sills : Dennis Dutton
- John Billingsley : Tom Newman
- François Giroday : Walter LaSalle
- Kate Fuglei : Hôtesse d'accueil
- Paul Duke : Policier

- On retrouve Douglas Sills qui jouait Dennis Dutton dans l'épisode "La mort du majordome" de la saison 1.
- On apprend que Brenda a 40 ans, l'âge de Kyra Sedgwick également.

### Épisode 5:Un cadavre disparaît
- États-Unis : 10 juillet 2006 sur TNT
- France : 14 novembre 2006 sur France 3

- Conan McCarty : Detective Ross
- Daniel Roebuck : Alan Roth
- Ken Davitian : Mr. Sarcasian
- Jeff Kober : Scott Campbell
- Steven Flynn : Craig Spengler
- Sarah Zimmerman : Ellen Spengler
- Robert Michael Lee : Surveillant de l'évacuation

### Épisode 6:Flou artistique
- États-Unis : 17 juillet 2006 sur TNT

### Épisode 7:Conduite à risques
- États-Unis : 24 juillet 2006 sur TNT

### Épisode 8:Entre deux eaux
- États-Unis : 31 juillet 2006 sur TNT

- James Frain : Paul Andrews

### Épisode 9:Une question de vie ou de mort
- États-Unis : 7 août 2006 sur TNT

### Épisode 10:L'Autre Femme
- États-Unis : 14 août 2006 sur TNT

### Épisode 11:Meurtres sans cadavres
- États-Unis : 21 août 2006 sur TNT

### Épisode 12:Rédemption
- États-Unis : 28 août 2006 sur TNT

### Épisode 13:Mafia Blues
- États-Unis : 4 septembre 2006 sur TNT

- Dayton Callie : Martin DeLuca

### Épisode 14:Sous le sceau du secret: Partie 1
- États-Unis : 4 décembre 2006 sur TNT

### Épisode 15:Sous le sceau du secret: Partie 2
- États-Unis : 4 décembre 2006 sur TNT